# Králičina a Povýmolí
Králičina a Povýmolí je přírodní památka v přírodním parku Škvorecká obora-Králičina v katastru města Úval. Na rozloze 13,23 ha chrání přírodně a krajinářsky hodnotné údolí říčky Výmoly s nivními lučinami, zaplavovanými rákosinami, drobnými mokřady a výraznými stromovými solitéry, zvláště duby. Rozkládá se v jižní části, resp. při jižní hranici někdejší Škvorecké obory a její území zahrnuje i několik historicky významných lokalit. Především jsou to výrazné terénní pozůstatky neznámého hrádku zvaného Úvaly nebo Skara i nepatrné zbytky zdí někdejší romantické zříceniny hradu, postavené údajně z kamení získaného ze zřícené Skary. Západní díl přírodní památky má charakter lužních lesů a dubohabřin, ve východním dílu území pak jižně do údolí říčky Výmoly prudce spadá stráň s několika skalkami a výše zmíněnými pozůstatky hradů.